# Последний отпуск (фильм, 2006)
«Последний отпуск» (англ. Last Holiday) — американский фильм 2006 года, ремейк одноимённой киноленты 1950 года (с Алеком Гиннессом в главной роли).

## Сюжет
Застенчивая продавщица кухонной утвари Джорджия Бёрд (Куин Латифа) из Нового Орлеана мечтает о лучшей жизни: открыть свой ресторан, побывать на курорте, все это она фиксирует в альбоме «Возможности». 
Флиртуя со своим коллегой Шоном Вилльямсом (LL Cool J), она ударяется головой, и Шон относит её доктору Гупте, который делает ей томографию мозга, и оказывается, что по причине смертельной болезни её дни сочтены. Она решает воплотить в жизнь свои желания, прожить оставшиеся недели на полную катушку. Она увольняется с работы и, собрав все свои накопленные деньги, отправляется на знаменитый курорт в дорогостоящий отель, где её по ошибке принимают за эксцентричную миллионершу, а сама Джорджия понимает, что ей нечего терять, и начинает вести себя соответственно роли. В фешенбельном ресторане отеля она встречает французского повара (Депардье), который восхищён тем что она заказала все его блюда, и с которым делится своими рецептами. Вскоре новые друзья Джорджии узнают её настоящий статус, благодаря Мэттью Крейгану (в торговом центре которого она работала), который с самого начала невзлюбил Джорджию. Однако, новые друзья Джорджии разочаровываются не в ней, а в Крейгане. В то же время Шон узнаёт о болезни Джорджии и её отъезде и решает следовать за ней, в то же время доктор Гупта понимает, что медицинский аппарат сломан и диагноз неверен. Он направляет сообщение в отель, где остановилась Джорджия, его находит работница отеля фрау Гюнтер и в момент, когда Джорджия находится практически на крыше вместе с Крейганом, который решил покончить с собой из-за отказа в поддержке инвестиций от политиков, и Шоном, который признался ей в своих чувствах, Гюнтер сообщает ей, что она не больна. 
В конце фильма показано, как слово «Возможности» на книге заклеивается бумагой со словом «Реальность», и становится понятно, что Джорджия продолжает наслаждаться жизнью и наконец-то исполнила свою мечту — открыла бистро, в котором работает вместе со своим уже мужем Шоном. На открытии присутствуют тот самый повар Дидье из ресторана и любимый кулинар Джорджии — Лагассе. Также показаны изменения в жизни друзей Джорджии.

## В ролях
| Актёр              | Роль                     |
| ------------------ | ------------------------ |
| Куин Латифа        | Джорджия Бёрд            |
| LL Cool J          | Шон Уильямс              |
| Тимоти Хаттон      | Мэттью Крэйган           |
| Джанкарло Эспозито | Сенатор Кларенс Диллингз |
| Алисия Уитт        | мисс Бёрнс               |
| Жерар Депардье     | шеф-повар Дидье          |
| Джейн Адамс        | Рашель                   |
| Ранджит Чоудхри    | доктор Гупта             |
| Холли Бэйли        | Тина                     |

## Производство
Фильм является ремейком картины 1950 года «Последний отпуск» с Алеком Гиннессом в главной роли. После смерти актёра сценарий был существенно изменён — главное изменение выразилось в том, что роль стала женской.
В первый уикенд фильм получил прибыль в размере 12 806 188 долл. 

В итоге фильм не окупил себя, получив доход в размере 43 343 248, при том, что на производство было затрачено $ 45 000 000 долл.